# دانشگاه صنعتی خاتم‌الانبیا

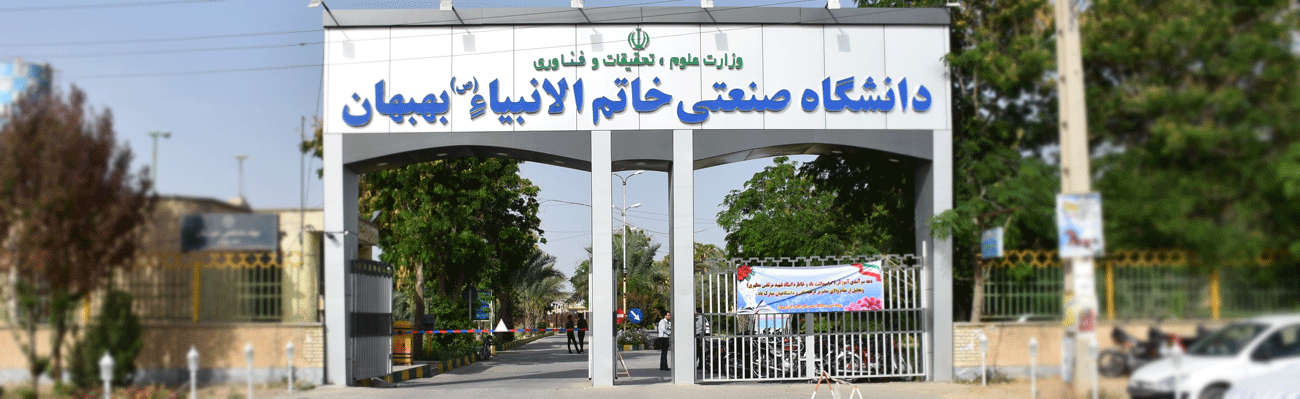

دانشگاه صنعتی خاتم‌الانبیا، یک دانشگاه دولتی در شهر بهبهان و استان خوزستان است. این مرکز در سال ۱۳۸۰ با عنوان «دانشکده منابع طبیعی امام حسن» و زیر نظر دانشگاه شهید چمران اهواز شروع به فعالیت کرد و در سال ۱۳۸۸ مستقل و با نام دانشگاه صنعتی خاتم‌الانبیا ادامه می‌دهد. هم‌اکنون این مرکز شامل ۴۱ رشته دانشگاهی در ۴ دانشکده می‌باشد که دارای بیش از ۱۵۰۰ دانشجو و ۸۵ عضو هیئت علمی می‌باشد. تاکنون ۱۶۳۰ مقاله علمی داخلی و ۳۰۰ مقاله ISI از این مرکز در نشریات و همایشهای داخلی و خارجی منتشر شده است.

## تاریخچه
دانشگاه صنعتی خاتم‌الانبیا، فعالیت اولیه آموزشی و پژوهشی خود را در سال ۱۳۷۶ با پذیرش ۲۵ نفر دانشجو در رشته مهندسی منابع طبیعی، در محل فرهنگسرای بهبهانیان آغاز نمود. با کمک‌های خیریه محمّد جعفر بهبهانیان در سال ۱۳۷۸ فعالیتهای اجرایی احداث اولین دانشکدهٔ این دانشگاه با نام «دانشکدهٔ منابع طبیعی امام حسن مجتبی» شروع و پس از تکمیل در سال ۱۳۸۰، نسبت به جذب و پذیرش دانشجو برای این مجموعه اقدام لازم به عمل آمد.
در سال ۱۳۸۱، کار ساخت «دانشکدهٔ فنی و مهندسی امام حسین» نیز با هزینه محمّد جعفر بهبهانیان شروع شد که پس از تکمیل آن در اواخر سال ۱۳۸۵، در سال ۱۳۸۶ نسبت به جذب اولین دوره دانشجویان در رشته‌های مهندسی برق (گرایش الکترونیک) و مهندسی عمران (گرایش عمران) آغاز گردید. به دنبال آغاز به کار دانشکده فنی و مهندسی در سال ۱۳۸۶، مجموعه آموزشی واحد بهبهان به «مجتمع آموزش عالی بهبهان» تغییر نام و ارتقاء یافت. پس از تبدیل وضعیت، تلاش های زیادی برای استقلال مالی از دانشگاه شهید چمران اهواز صورت گرفت که پس از پیگیری های مداوم در اواخر سال ۱۳۸۸، این مجتمع توانست از دانشگاه شهید چمران اهواز مستقل و ردیف بودجه اختصاصی از مجلس دریافت نماید.
در سال ۱۳۸۷، مقدمات احداث دانشکدهٔ علوم پایه به عنوان سومین دانشکدهٔ این مجموعه صورت گرفت. در سال ۱۳۹۰، مجتمع آموزش عالی بهبهان به «دانشگاه صنعتی خاتم‌الانبیا بهبهان» تبدیل وضعیت و تغییر عنوان داد. در سال ۱۳۹۱، چارت سازمانی دانشگاه و در سال ۱۳۹۶، تشکیلات تفصیلی دانشگاه به تصویب رسید.

در سال ۱۴۰۱ «دانشکده انرژی و علوم داده» به عنوان چهارمین دانشکدهٔ دانشگاه مزبور راه اندازی گردید.

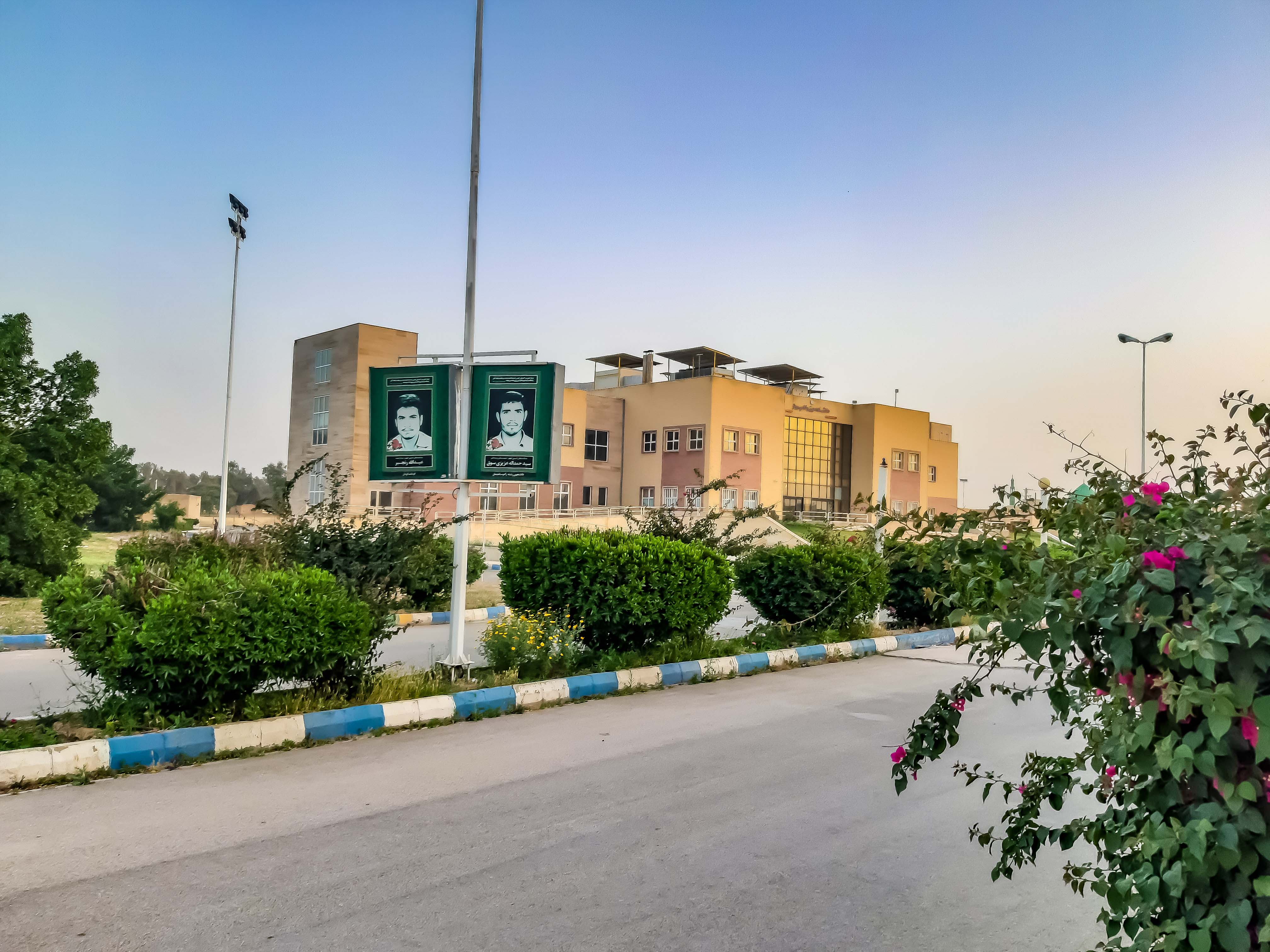
دانشکده برق و کامپیوتر
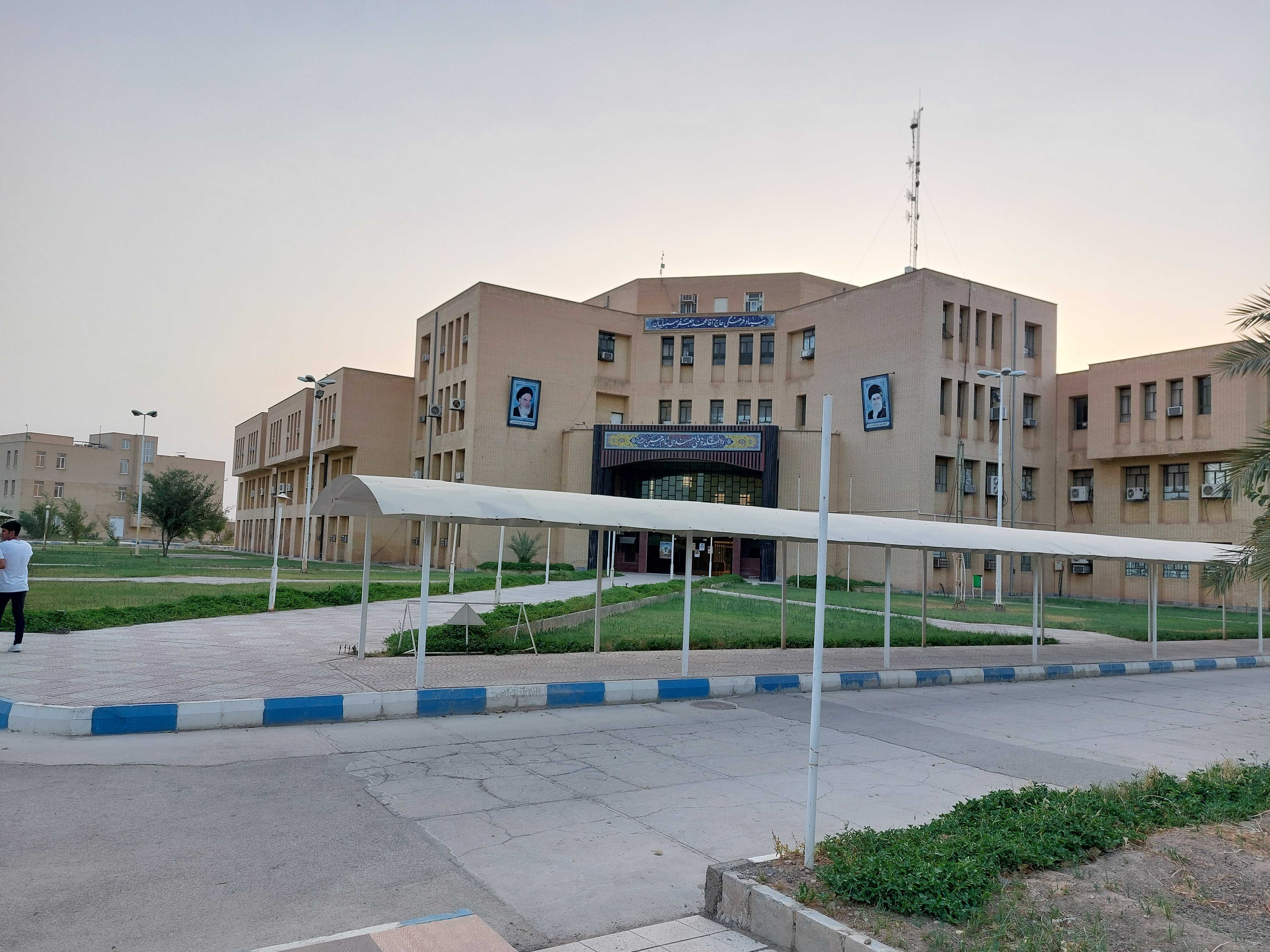
دانشکده فنی و مهندسی
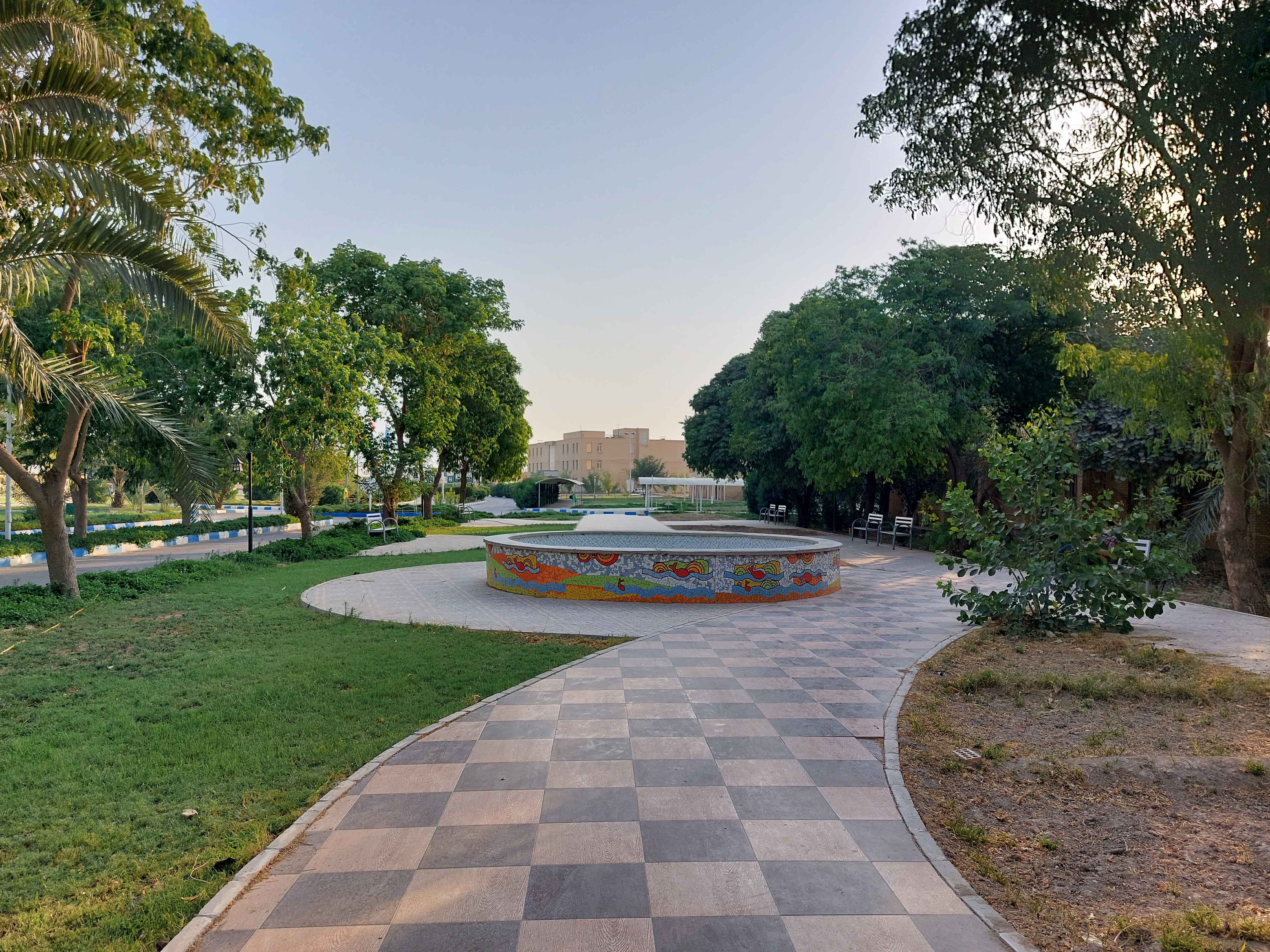
فضای روبه روی دانشکده منابع
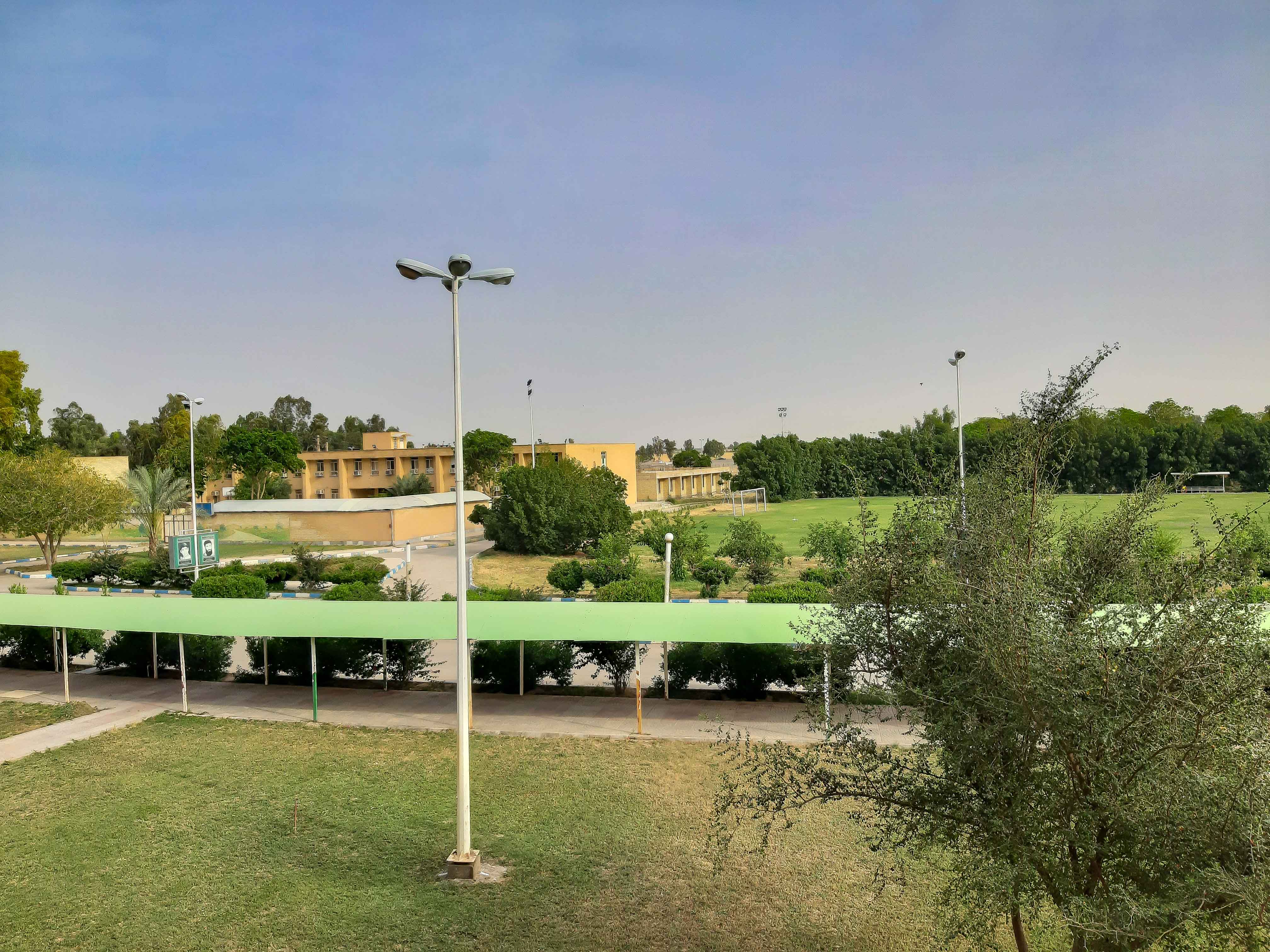
نمایی از زمین فوتبال و دانشگاه

## دانشکده‌ها
- منابع طبیعی
- فنی مهندسی
- علوم پایه
- انرژی و علوم داده